# Cytherella vermillionensis
Cytherella vermillionensis är en kräftdjursart som beskrevs av Kontrovitz 1976. Cytherella vermillionensis ingår i släktet Cytherella och familjen Cytherellidae. Inga underarter finns listade i Catalogue of Life.